# Sint-Martinuskerk (Loppem)
De Sint-Martinuskerk is een kerk in het Belgische dorp Loppem. De parochiekerk werd in 1999 beschermd als monument.
De kerk dateert uit de 13de eeuw en werd in de loop der eeuwen voortdurend uitgebreid. De toren is het oudste nog bewaarde gedeelte. De achthoekige boventoren en de linkerbeuk dateren uit de vroege 17de eeuw. De rechterbeuk dateert van 1860-1870; ook werd in die jaren de kerk volledig in neogotische stijl gerestaureerd door de architecten Auguste Van Assche en Jean Bethune, medeontwerper van het nabijgelegen kasteel van Loppem.

## Geschiedenis
De huidige kerk vervangt een waarschijnlijk houten kerk uit de 11e eeuw. Het ging in de 13e eeuw aanvankelijk over een rechthoekig gebouw, dat later werd verbouwd is en waaraan onder andere een koor en transeptkapellen zijn toegevoegd.
In 1616 werd de noordbeuk opgetrokken en in dezelfde periode kwam de achthoekige opstand van de toren tot stand, evenals een ruimere sacristie.
De meest ingrijpende werken vonden in de 19e eeuw plaats; een grondige 'restauratie' werd in de periode 1868-1871 uitgevoerd door architect Van Assche. De zuidelijke zijbeuk werd opgetrokken, een nieuwe sacristie werd gebouwd, de doopkapel kreeg zijn huidige vorm en een nieuwe grafkapel werd opgeleverd. Jean Bethune, de architect van het kasteel van Loppem, was verantwoordelijk voor de aankleding van de kerk.

## Interieur
Van het interieur voor de neogotische 'restauratie' is zeer weinig bewaard; het gaat hier dan voornamelijk om schilderijen, zilverwerk, houten altaarkandelaars en een 17e-eeuwse staakmadonna die bewaard zijn.
- Het hoogaltaar (1872), de beelden van de calvarie (1875) zijn van de hand van beeldhouwer L. Blanchaert naar ontwerp van Jean Bethune.
- De zijaltaren (1873) zijn van de hand van Van Nieuwenhuyze evenals de reliefs van de Preekstoel (1874) (ontwerp J. Bethune)
- Orgelkast en doksaal (1878), preekstoel (1874), biechtstoelen (1877), doopvont, koorgestoelte (1875) zijn afkomstig uit het atelier van  Ch. Lenoir (ontwerp J. Bethune)

Het overgrote deel van het meubilair, evenals los meubilair, zijn schenkingen van plaatselijke adellijke families.

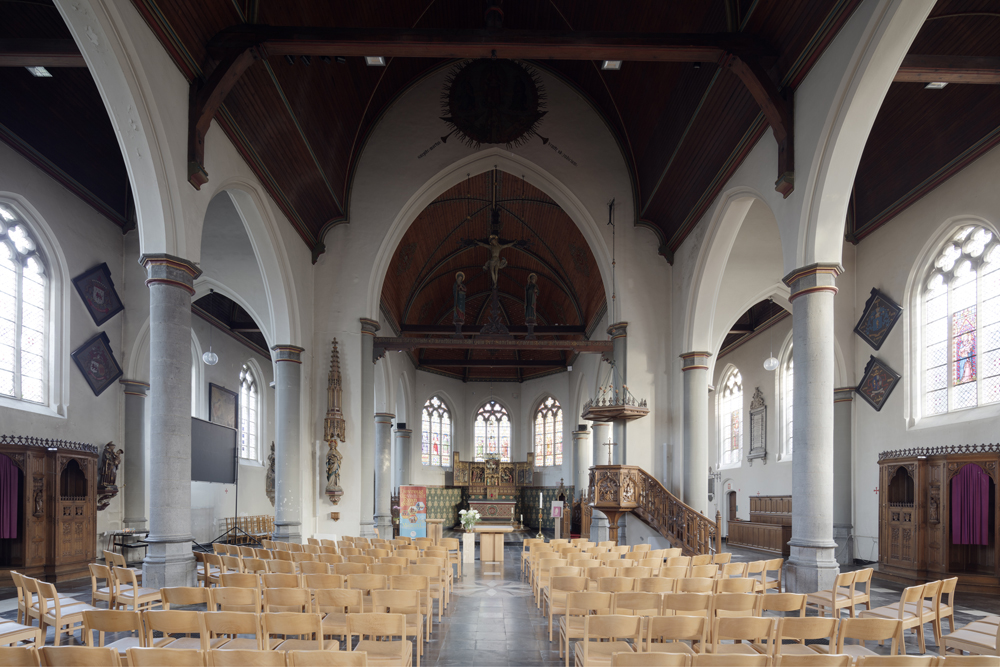
Schip
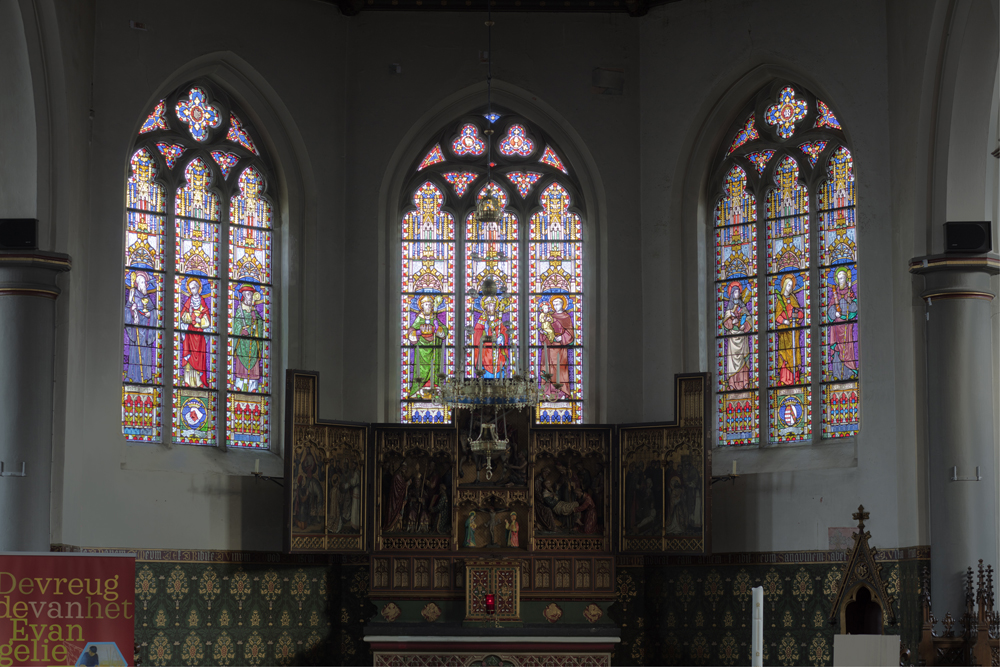
Brandglasramen
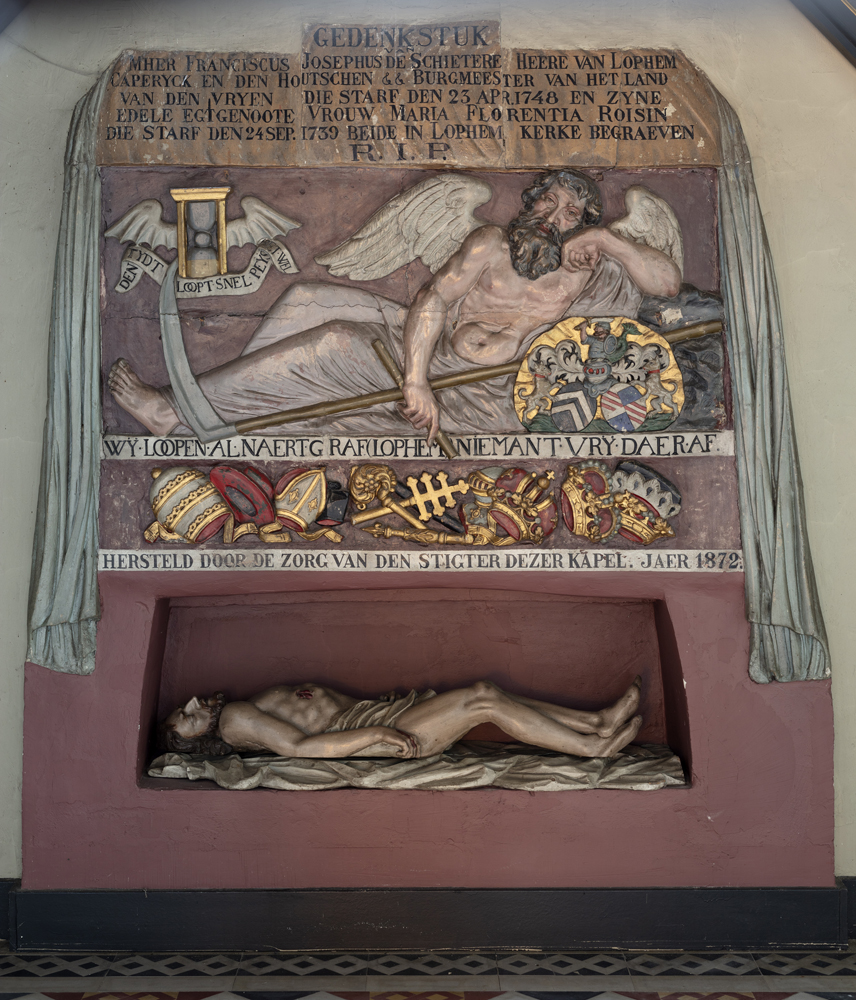
Grafmonument
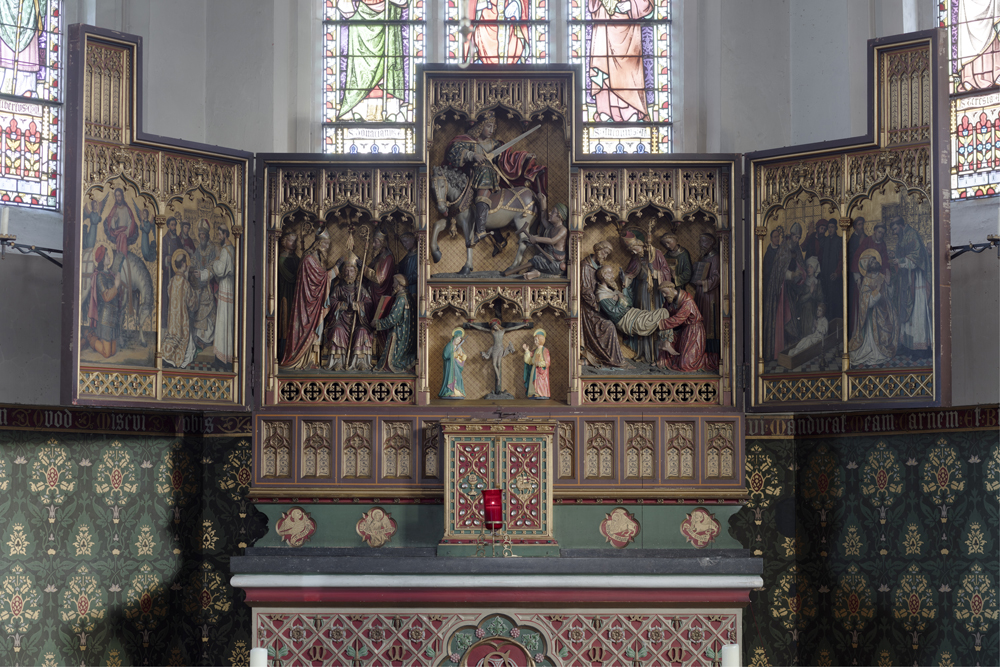
Retabel
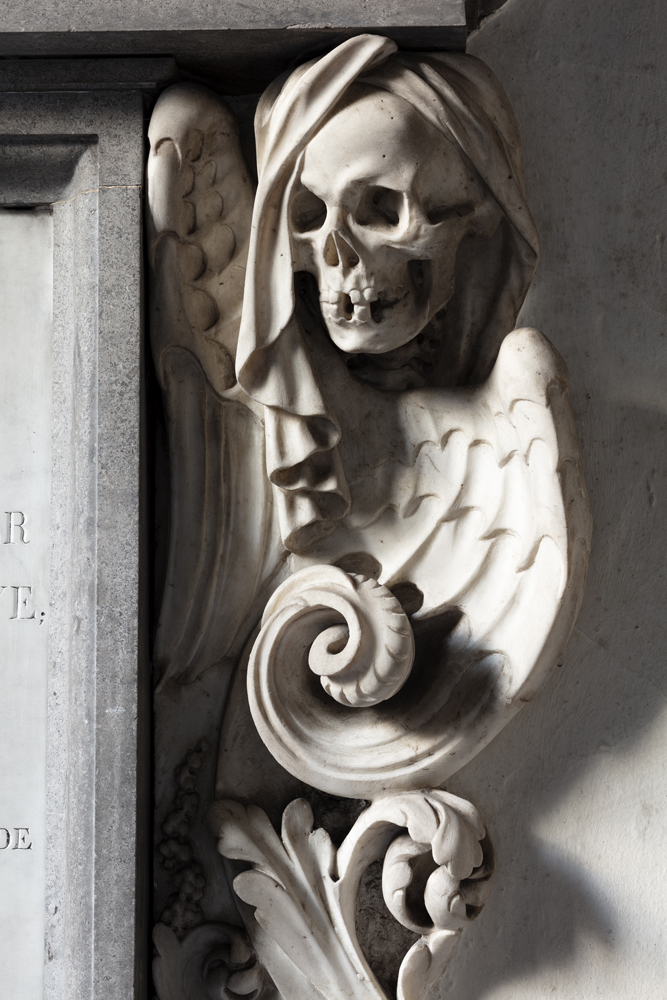
Epitaaf

## 18e-eeuwse kunstschatten
Ondanks de zware invloed van de neogotische beweging op de kerk van Loppem is de zilvercollectie van de kerk overwegend 17e-18e-eeuws. Van neogotisch zilverwerk of edelmetaal is vreemd genoeg geen sprake.
Vermeldenswaardig zijn:
- zilveren reliekschrijn (1768) door van Pieter van Walleghem, met zilverwerk van Andries Petyt
- reliekhouder van het Heilig Kruis in Lodewijk XV-stijl ( ebbenhout met zilverbeslag) op neogotische! voet
- zilveren monstrans (1786) Andries Petyt, met aan de voet de verheerlijking van Christus op de berg Tabor
- altaarschel (1696) met een nog duidelijk gotische invloed door Norbert Lesteens
- zilverbeslag op missaal (1773) door Pieter Petyt
- zilveren kroon (1657) door François Gheuens

Voor de rest betreft het 18e-eeuwse kelken, sierschotels, ciborie's, ampullen, reliekhouders, monstransen, wierookvaten, alles in zilver.

## Orgel

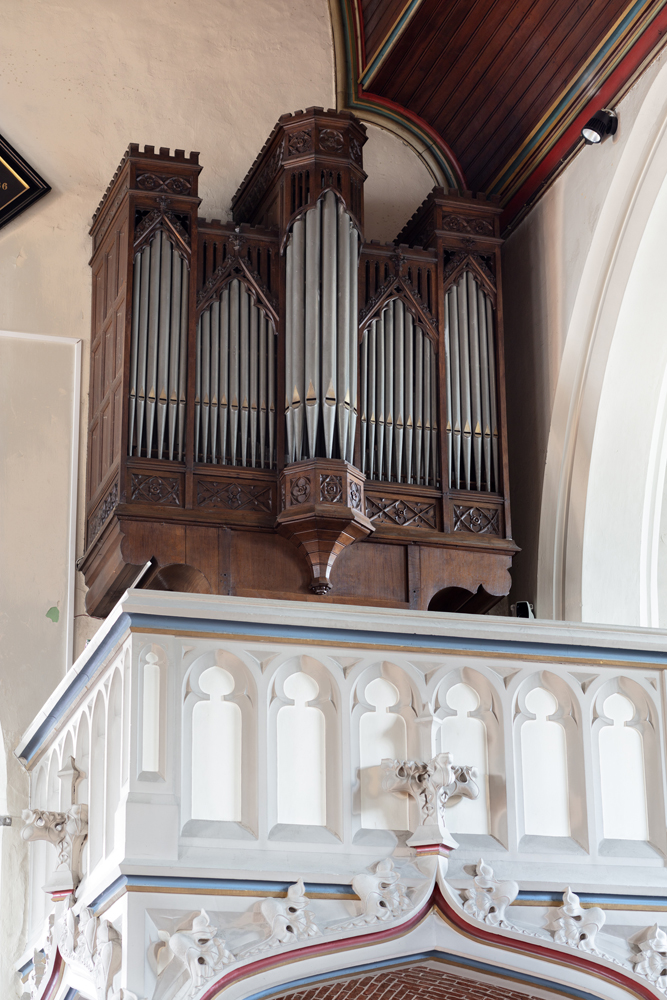
Orgel (2023)

Oorspronkelijk had de kerk een Bergerorgel uit 1743 dat in 1873 verkocht werd aan de kerk van Heule-Waterhoek, waar het tot de dag van vandaag nog staat.
Het huidig orgel is een orgel van L.B. Hooghuys, gebouwd in het jaar 1876. Het gaat hier over een orgel met één klavier en aangehangen pedaal en elf registers:
- Bourdon 8v
- Montre 8v
- Salicional 8v
- Voix Celeste 8v
- Prestant 4v
- Flute 4v
- Nazard 3v
- Doublette 2v
- Cornet 4r
- Trompette bas 8v
- Trompette Sup. 2v

Oorspronkelijk had het orgel ook nog een Fourniture 3r. Dit register werd uit het orgel gehaald om plaats te winnen om een nieuwe motor en blaasbalg te plaatsen. De registertrekker is nog aanwezig. Het was wenselijk dat dit register opnieuw toegevoegd werd aan het orgel om het klankbeeld compleet te maken.

## Klokken
In de toren van de kerk hangen drie klokken.

## Galerij

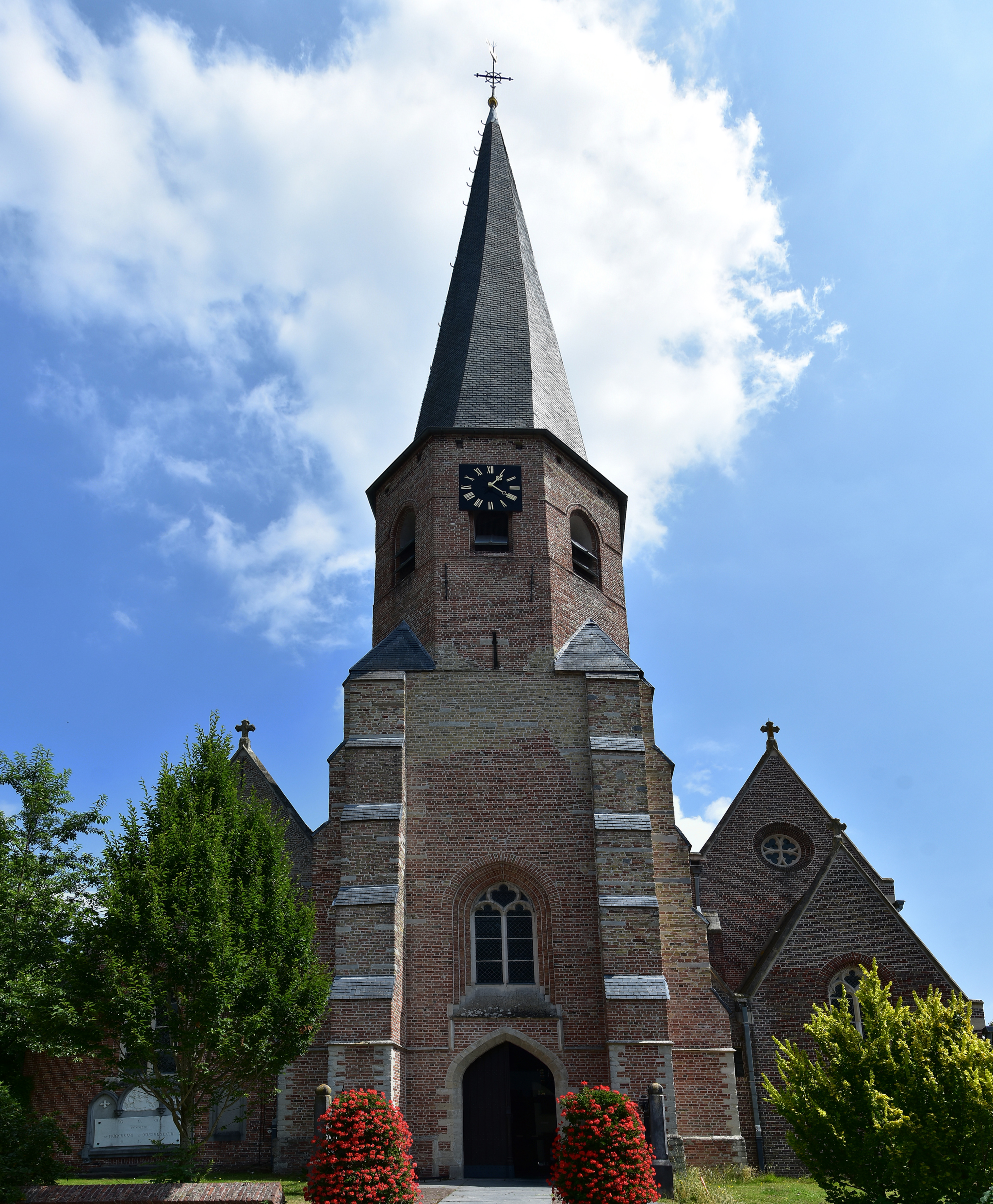
De kerktoren
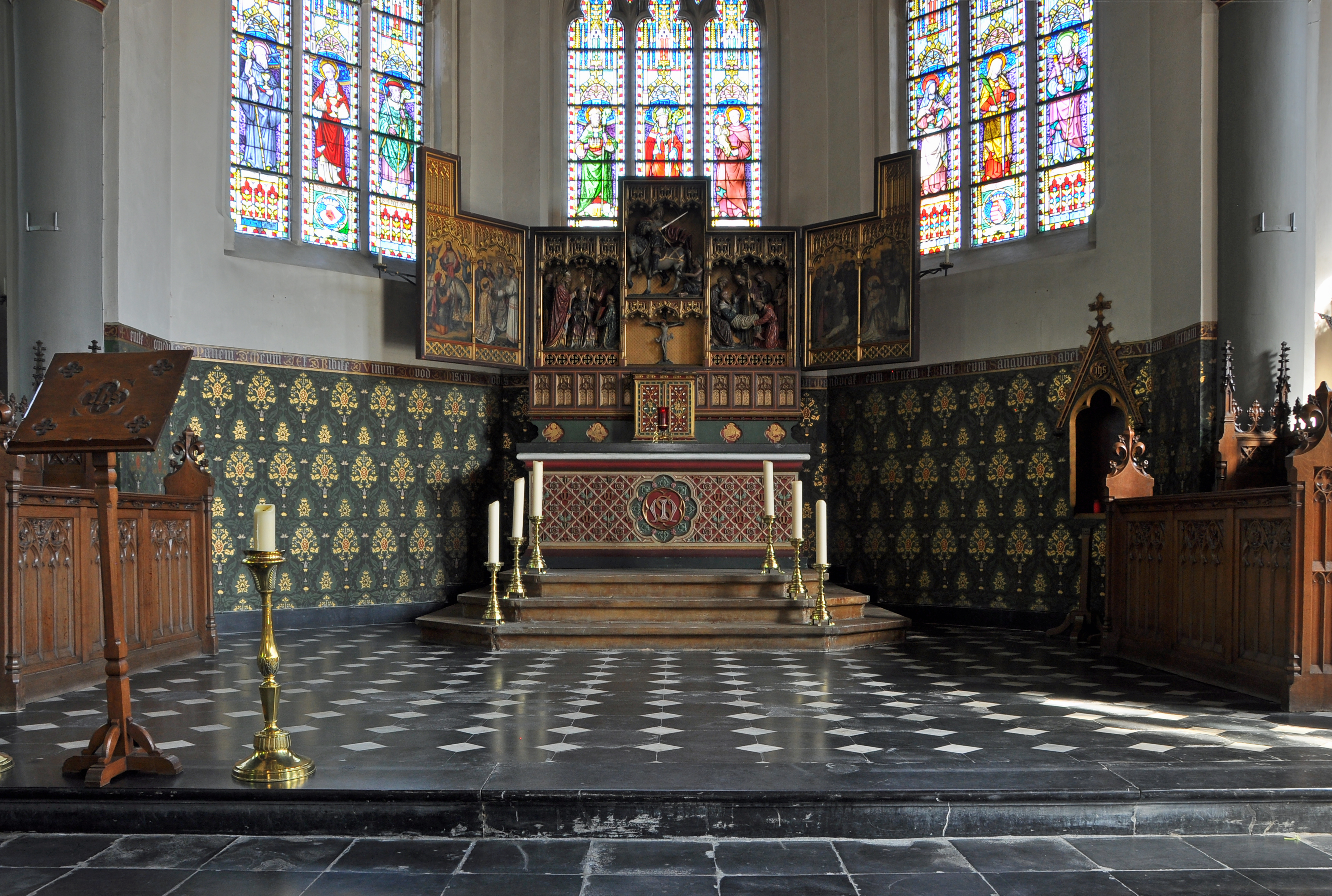
Hoogaltaar in 2013
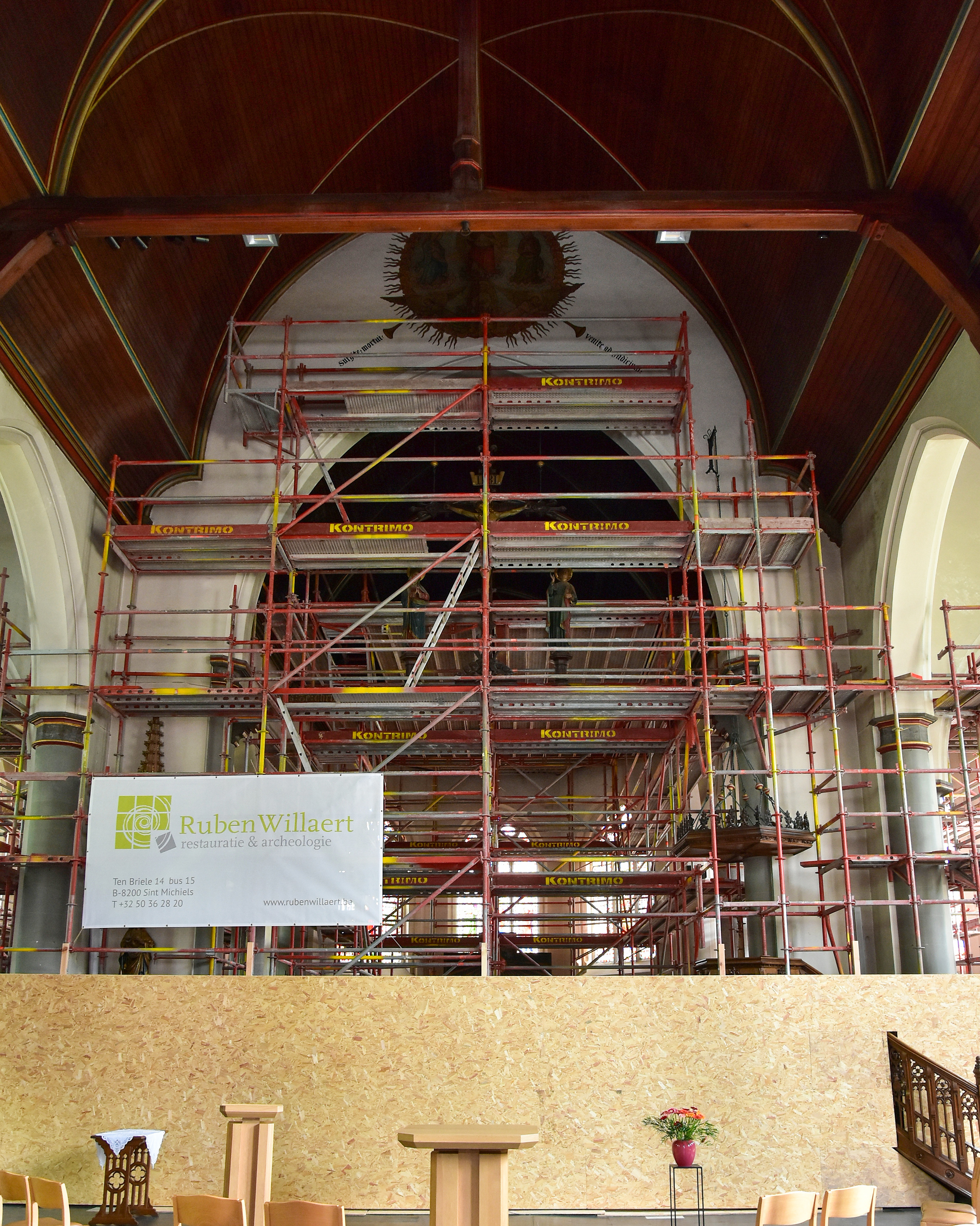
Restauratie kerkschip en koor in 2021
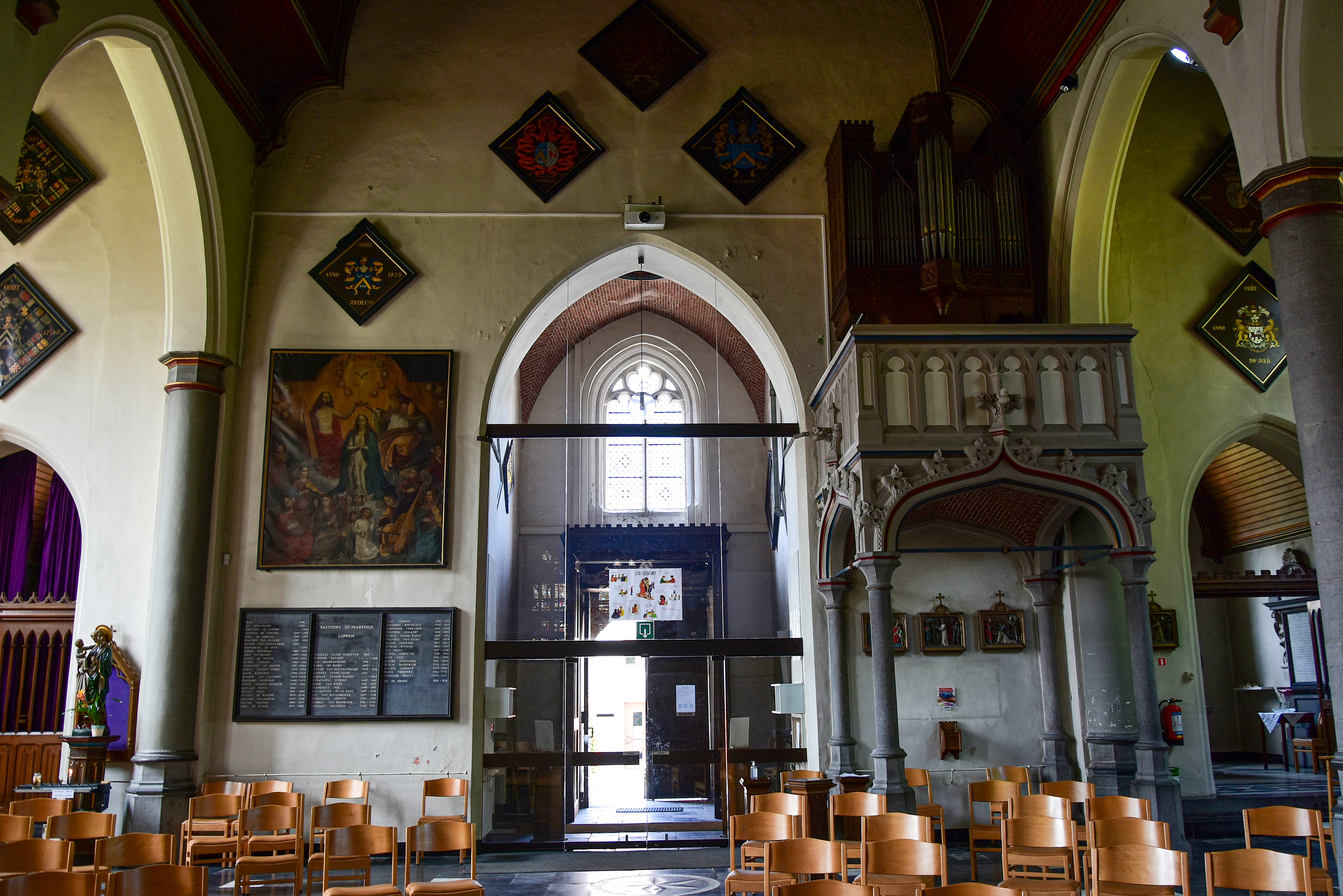
Achterzijde met kerkorgel